# Clytia edentula
Clytia edentula är en nässeldjursart som beskrevs av Gibbons och Ryland 1989. Clytia edentula ingår i släktet Clytia och familjen Campanulariidae. Inga underarter finns listade i Catalogue of Life.